# Delfín Leguizamón
Delfín Leguizamón (Salta, 8 de diciembre de 1842 - 20 de abril de 1917) fue un político y legislador argentino, quien se desempeñó como gobernador de la provincia de Salta en tres períodos: 1869, 1871-1873 y 1893-1896, durante las presidencias de Domingo Faustino Sarmiento (1868-1874), de Luis Sáenz Peña (1892-1895) y José Evaristo Uriburu (1895-1898), respectivamente.

## Infancia y juventud
Delfín Leguizamón nació en la ciudad de Salta, Argentina, el 8 de diciembre de 1842. Era hijo del coronel Juan Galo Leguizamón y de Carlota Cobo de Ugarteche. Su hermano, Juan Martín Leguizamón, también era político y formó parte de su segundo gobierno.

## Carrera política
Leguizamón fue elegido diputado provincial a la edad de veintiún años. Luchó, junto con un grupo de milicianos, contra Felipe Varela el 10 de octubre de 1867; Varela fue derrotado y debió exiliarse en Chile. Participó en la guerra del Paraguay, ocurrida entre 1864 y 1870.

### Primer gobierno (1869)
Su primer período de gobierno tuvo una corta duración, entre el 23 de abril y el 16 de junio de 1869. El gobernador Sixto Ovejero debió renunciar debido a problemas dentro de su gobierno, por lo que Leguizamón completó su mandato. Así, Leguizamón se convirtió en el gobernador más joven de la provincia de Salta, con apenas veinticinco años.

### Segundo gobierno (1871-1873)
Delfín Leguizamón fue elegido gobernador por la Asamblea Electoral de la Provincia de Salta, presidida por Sixto Ovejero, el 3 de junio de 1871, asumiendo el 13 de ese mismo mes; incluyó dentro de su gabinete a varios futuros gobernadores, como Zacarías Tedín, Juan Pablo Saravia, mientras la legislatura fue presidida por Moisés Oliva y por su hermano Juan Martín, que también fue tesorero provincial. El doctor Francisco Uriburu, después Ministro de Hacienda de la Nación, ejerció como apoderado de su provincia en Buenos Aires.
Leguizamón fue uno de los gobernadores más progresistas de la provincia de Salta, además de ser el más joven. Durante este período de gobierno, que finalizó el 13 de junio de 1873, se construyeron la penitenciaría provincial, el Asilo de Mendigos, la correccional femenina, la Plaza Belgrano y gran cantidad de rutas y caminos provinciales.
Delfín Leguizamón asistió, junto con otras autoridades de los poderes Ejecutivo, Legislativo y Judicial, al acto en el cual se colocó la piedra fundamental del edificio de la penitenciaría provincial, ocurrido el 11 de junio de 1872. En la actualidad, este edificio es la sede del Departamento Central de Policía de la ciudad de Salta. En agosto de ese mismo año, Leguizamón ordenó el trazado de los pueblos de Rosario de la Frontera, El Tala y La Candelaria.
El 2 de septiembre de 1872, Leguizamón ordenó la creación de la Biblioteca Provincial de Salta por medio del decreto N.º 276. El gobierno dispuso de trescientos pesos para contribuir con la fundación. Dos años antes, el presidente Sarmiento había promulgado la Ley N.º 419, que creaba la Comisión Nacional de Bibliotecas Populares (CONABIP). Es por esto que la biblioteca de Salta es una de las más antiguas del país.
Exploró las posibilidades de navegación del río Bermejo, encargando una costosa expedición a cargo del marino estadounidense Thomas Jefferson Page y del empresario Natalio Roldán.

#### Ausencias
Leguizamón solo se ausentó dos veces de la capital, ambas autorizadas por la Legislatura provincial. La primera ausencia se produjo en 1971, cuando asistió a la Exposición Nacional de Córdoba realizada en esa ciudad, siendo invitado por el presidente de la república, Domingo Faustino Sarmiento, y autorizado por una ley provincial, promulgada el 27 de septiembre de 1871. Además, Rentas Generales de la Provincia entregó tres mil pesos bolivianos para costear el viaje. En esta muestra se presentaron varios productos provenientes de la provincia, como cueros, algodón, tabaco, lanas, fibras textiles, café, trigo, maíz, plantas tintóreas, quesos y aceites de pescado, entre otros productos. Leguizamón se ausentó por segunda vez para realizar una acción de gobierno: la visita a los departamentos de la provincia, con el objetivo de conocer la situación de cada uno de ellos.

### Tercer gobierno (1893-1896)
El tercer gobierno de Leguizamón se extendió entre el 1 de mayo de 1893 y el 20 de febrero de 1896. Fueron sus ministros Arturo Dávalos en Gobierno y el futuro gobernador Luis Linares en Hacienda. En este período se comenzó con la construcción de los caminos hacia San Ramón de la Nueva Orán y Bolivia; además, se iniciaron los estudios para extender la línea telegráfica hasta Cafayate. Leguizamón propuso la producción de café en la región, inauguró el Hospital Mixto del Señor del Milagro e impulsó la actividad tabacalera, permitiendo que los productores no pagaran impuestos.
Durante este mandato estalló la revolución radical de 1893, ante lo cual movilizó la Guardia Nacional y la mantuvo un mes acantonadas. Dos años más tarde las volvió a movilizar en ocasión de la escalada de preparativos bélicos con Chile por los conflictos limítrofes.

## Últimos años y fallecimiento
Tras su último mandato, Leguizamón fue elegido diputado nacional por su provincia, cargo que ejerció entre 1897 y 1903. Falleció el 20 de abril de 1917 en su ciudad natal, Salta.

### Secretario del Territorio de Los Andes
A partir del 12 de septiembre de 1900, Leguizamón ejerció el cargo de secretario del Territorio de Los Andes.